# VO3E
VO3E (Vision Of the 3rd Eye 의 줄임말 '제3의 눈', '마음의 눈')이라는 뜻의 팀명을 가진 음악 프로듀싱 팀이다. PIT300, JAYEON, LEON 3명으로 구성되어 있으며, 아시아권에서 음악 프로듀서로 활동을 주로 하고 있다. 현재, PIT300 과 JAYEON 은 RADICAL KONTRAST ART CREW 소속이다.
VO3E 의 데뷔는 2015년 더블케이의 '꿈한테'라는 곡을 프로듀싱하면서 시작되었고, 그 외 길학미, 씨스타, 엠버(FX), 몬스타엑스, 우주소녀, 다비치, 한동근, 허영생, 구구단, 규영, SHIORI, 경민, MINIMONSTER 등 많은 아티스트와 다양한 음악 작품(K-pop, 광고음악, 뮤지컬음악, 일본드라마 OST, 홍콩 CM송)으로 활동하고 있다.